# Ramil Guliyev
Ramil Guliyev (n. 29 mai 1990, Bakı, Republica Sovietică Socialistă Azerbaidjană) este un atlet azer cu cetățenie turcă. El a concurat la proba de 100 de metri și 200 de metri. La Campionatele Mondiale de Atletism din 2017, Guliyev a devenit Campion Mondial în proba masculină de 200 de metri, câștigând prima medalie de aur pentru Turcia la Campionatele Mondiale de Atletism. 

## Carieră
El a concurat în 2009 la Europenele de Atletism pentru juniori, unde a câștigat o medalie de argint la 100 m și o medalie de aur la 200 m.
El deține recordurile naționale atât la juniori cât și la seniori, la ambele probe. La proba de 200 de metri este al 2-lea cel mai rapid atlet la juniori, după Usain Bolt 19,93 sec.  El a fost al doilea la Premiile pentru tinerii atletici din Europa pentru realizările sale în 2009.

### Mutarea în Turcia
În aprilie 2011, IAAF a adoptat o măsura, în conformitate cu normele internaționale, prin interzicerea lui Guliyev de a reprezenta orice altă țară decât a Azerbaidjanului până în aprilie 2014.
Atletul a susținut că antrenamentul și  sprijinul financiar, pe care le-a primit în Turcia au fost semnificative, și că oamenii, limba, și cultura, au fost foarte asemănătoare între cele două țări. În urma negocierilor cu Ministrul Tineretului și Sportului din Azerbaidjan, Guliyev a confirmat decizia inițială de a nu concura pentru Azerbaidjan.
Pe 8 septembrie 2015, el a alergat la proba de 200 de metri, în Zagreb, cu un timp scos de 19,88. Moment care l-a clasat pe locul al 34-lea în clasamentul atleților din toate timpurile. La Campionatul European din 2016 de la Amsterdam a obținut medalia de argint.
Pe 10 august 2017, a câștigat proba masculină la 200 de metri, de la Campionatul Mondial 2017 de la Londra, într-un timp de 20,09.
După acest succes istoric, el a declarat că "dacă nu ar fi fost pentru Fenerbahçe, probabil aș fi renunțat la atletism cu mult timp în urmă. Toate realizările mele sunt datorită clubul meu."
În anul 2018 a câștigat medalie de aur la Campionatul European.
Este căsătorit cu Ekaterina Guliyev, medaliată cu medalia de argint la Jocurile Olimpice din 2012.

## Antrenorul
El a fost antrenat de tatăl său Eldar Quliyev, până la moartea acestuia la un atac de cord în iunie 2010.

## Realizări
| An                       | Competiție                                 | Locație                  | Loc                      | Eveniment                | Note                     |
| Reprezentând Azerbaidjan | Reprezentând Azerbaidjan                   | Reprezentând Azerbaidjan | Reprezentând Azerbaidjan | Reprezentând Azerbaidjan | Reprezentând Azerbaidjan |
| ------------------------ | ------------------------------------------ | ------------------------ | ------------------------ | ------------------------ | ------------------------ |
| 2006                     | Campionatul Mondial de Juniori (sub 20)    | Beijing, China           | 58                       | 100 m                    | 10,91                    |
| 2007                     | Campionatul Mondial de Juniori (sub 18)    | Ostrava, Cehia           | 2                        | 200 m                    | 20,72                    |
| 2007                     | Festivalul Olimpic al Tineretului European | Belgrad, Serbia          | 1                        | 100 m                    | 10,50                    |
| 2007                     | Festivalul Olimpic al Tineretului European | Belgrad, Serbia          | 1                        | 200 m                    | 20,98                    |
| 2008                     | Campionatul Mondial în sală din 2008       | Valencia, Spania         | 27                       | 60 m                     | 6,84                     |
| 2008                     | Campionatul Mondial de Juniori (sub 20)    | Bydgoszcz, Polonia       | 5                        | 200 m                    | 21,00                    |
| 2008                     | Jocurile Olimpice                          | Beijing, China           | 24                       | 200 m                    | 20,66                    |
| 2009                     | Campionatul European în sală               | Torino, Italia           | 7                        | 60 m                     | 6,67                     |
| 2009                     | Universiada                                | Belgrad, Serbia          | 1                        | 200 m                    | 20,04                    |
| 2009                     | Campionatul European de Juniori (sub 20)   | Novi Sad, Serbia         | 2                        | 100 m                    | 10,16                    |
| 2009                     | Campionatul European de Juniori (sub 20)   | Novi Sad, Serbia         | 1                        | 200 m                    | 20,33                    |
| 2009                     | Campionatul Mondial                        | Berlin, Germania         | 7                        | 200 m                    | 20,61                    |
| Reprezentând Turcia      |                                            |                          |                          |                          |                          |
| 2013                     | Universiada                                | Kazan, Rusia             | 8                        | 200 m                    | 20,84                    |
| 2014                     | Campionatul European                       | Zürich, Elveția          | –                        | 100 m                    | DS                       |
| 2014                     | Campionatul European                       | Zürich, Elveția          | 6                        | 200 m                    | 20,48                    |
| 2014                     | Campionatul European                       | Zürich, Elveția          | 14                       | 4 × 100 m                | 39,83                    |
| 2015                     | Ștafetele Mondiale                         | Nassau, Bahamas          | 9                        | 4 × 200 m                | 1:23,55                  |
| 2015                     | Universiada                                | Gwangju, Coreea de Sud   | 3                        | 100 m                    | 10,16                    |
| 2015                     | Universiada                                | Gwangju, Coreea de Sud   | 3                        | 200 m                    | 20,59                    |
| 2015                     | Campionatul Mondial                        | Beijing, China           | 6                        | 200 m                    | 20,11                    |
| 2016                     | Campionatul European                       | Amsterdam, Olanda        | 6                        | 100 m                    | 10,23                    |
| 2016                     | Campionatul European                       | Amsterdam, Olanda        | 2                        | 200 m                    | 20,51                    |
| 2016                     | Campionatul European                       | Amsterdam, Olanda        | 14                       | 4 × 100 m                | 39,58                    |
| 2016                     | Jocurile Olimpice                          | Rio de Janeiro, Brasilia | 8                        | 200 m                    | 20,43                    |
| 2016                     | Jocurile Olimpice                          | Rio de Janeiro, Brasilia | 10                       | 4 × 100 m                | 38,30                    |
| 2017                     | Campionatul Mondial                        | Londra, Marea Britanie   | 1                        | 200 m                    | 20,09                    |
| 2017                     | Campionatul Mondial                        | Londra, Marea Britanie   | 7                        | 4 × 100 m                | 38,73                    |
| 2018                     | Campionatul European                       | Berlin, Germania         | 1                        | 200 m                    | 19,76                    |
| 2018                     | Campionatul European                       | Berlin, Germania         | 2                        | 4 × 100 m                | 37,98                    |
| 2019                     | Ștafetele Mondiale                         | Yokohama, Japonia        | 7                        | 4 × 100 m                | 39,13                    |
| 2019                     | Campionatul Mondial                        | Doha, Qatar              | 5                        | 200 m                    | 20,07                    |
| 2019                     | Campionatul Mondial                        | Doha, Qatar              | –                        | 4 × 100 m                | DS                       |
| 2021                     | Ștafetele Mondiale                         | Chorzów, Polonia         | 14                       | 4 × 100 m                | 39,59                    |
| 2021                     | Jocurile Olimpice                          | Tokio, Japonia           | 14                       | 200 m                    | 20,31                    |
| 2021                     | Jocurile Olimpice                          | Tokio, Japonia           | –                        | 4 × 100 m                | DS                       |
| 2022                     | Campionatul European                       | München, Germania        | 8                        | 200 m                    | NT                       |
| 2023                     | Campionatul Mondial                        | Budapesta, Ungaria       | 38                       | 200 m                    | 20,89                    |

## Statistici
| Proba        | Data               | Locul de desfășurare | Timp (secunde) |
| ------------ | ------------------ | -------------------- | -------------- |
| 60 de metri  | 13 ianuarie 2012   | Sumy, Ucraina        | 6,58 RN        |
| 100 de metri | 6 iulie 2017       | Bursa, Turcia        | 9,97           |
| 200 de metri | 08 septembrie 2015 | Zagreb, Croația      | 19,88 RN       |
| 300 de metri | 27 iulie 2016      | Karlstad, Suedia     | 32,61          |

## Legături externe
Materiale media legate de Ramil Guliyev la Wikimedia Commons
- en Ramil Guliyev la Olympedia.org
- en  Ramil Guliyev la World Athletics
- en  Ramil Guliyev la athleticspodium.com